# رودريغو أوقستو ساتورو كوستا
رودريغو أوقستو ساتورو كوستا هو لاعب كرة قدم برازيلي، ولد في 11 يناير 1983 في ساو باولو في البرازيل. لعب مع بورتوغيزا سانتيستا ونادي كياسو.